# Odhod iz tovarne
Odhod iz tovarne ali izvirno francosko La Sortie des usines Lumière, je kratki film, ki sta ga leta 1895 posnela brata Lumière in velja za enega prvih posnetih filmov, pa tudi za prvi film, ki so ga kdaj predvajali.
Film prikazuje točno to, kar opisuje naslov: skupino delavcev in delavk, ki zapuščajo tovarno na obrobju Lyona, Francija. Film je pogosto označen kot prvi dokumentarni film, čeprav nekateri sodobni poznavalci temu oporekajo in trdijo, da je bil odhod zrežiran. Nekaj razlogov za to je:
- glede na sence je sonce visoko na nebu, torej še ni konec dneva
- ali so delavci v pravih oblekah, ali so se oblekli načrtno za film?